# Salamá (departementshuvudort)
Salamá är en departementshuvudort i Guatemala.   Den ligger i departementet Departamento de Baja Verapaz, i den centrala delen av landet, 60 km norr om huvudstaden Guatemala City. Salamá ligger 946 meter över havet och antalet invånare är 40 000.
Terrängen runt Salamá är huvudsakligen kuperad, men österut är den bergig. Runt Salamá är det ganska tätbefolkat, med 75 invånare per kvadratkilometer. Salamá är det största samhället i trakten. Omgivningarna runt Salamá är en mosaik av jordbruksmark och naturlig växtlighet.